# جام بزرگ والیبال قهرمانان جهان ۲۰۱۷
جام بزرگ والیبال قهرمانان جهان ۲۰۱۷، یک رقابت بین المللی والیبال با شرکت بهترین تیم از هر قاره بود که از ۱۲ تا ۱۷ سپتامبر ۲۰۱۷ به میزبانی ژاپن برگزار شد.

## راه‌یافتگان
فدراسیون جهانی تصمیم گرفت که بهترین تیم هر کنفدراسیون در مسابقات المپیک ۲۰۱۶ ریو راهی این مسابقات شود. ژاپن به عنوان میزبان، وارد مسابقات شد و ایتالیا نیز با کارت سفید، توسط فدراسیون جهانی وارد این مسابقات شد.

تیم های شرکت کننده در جام بزرگ قهرمانان جهان ۲۰۱۷

| کشور                | کنفدراسیون | راه‌یافته به عنوان      | حضورهای پیشین | حضورهای پیشین | حضورهای پیشین |
| کشور                | کنفدراسیون | راه‌یافته به عنوان      | مجموع         | نخستین        | آخرین         |
| ------------------- | ---------- | ---------------------- | ------------- | ------------- | ------------- |
| ژاپن                | ای‌وی‌سی     | کشور میزبان            | ۶             | ۱۹۹۳          | ۲۰۱۳          |
| برزیل               | سی‌اس‌وی     | نخستین نماینده قاره‌ای  | ۶             | ۱۹۹۳          | ۲۰۱۳          |
| فرانسه              | سی‌ای‌وی     | دومین نماینده قاره‌ای   | ۰             | نخستین        | نخستین        |
| ایالات متحده آمریکا | نورسکا     | سومین نماینده قاره‌ای   | ۳             | ۱۹۹۳          | ۲۰۱۳          |
| ایران               | ای‌وی‌سی     | چهارمین نماینده قاره‌ای | ۲             | ۲۰۰۹          | ۲۰۱۳          |
| ایتالیا             | سی‌ای‌وی     | کارت سفید              | ۳             | ۱۹۹۳          | ۲۰۱۳          |

## ورزشگاه
| دور ناگویا       | دور اوزاکا                          |
| ---------------- | ----------------------------------- |
| ناگویا، ژاپن     | اوساکا، ژاپن                        |
| سالن نیپون گایشی | سالن شهرداری سنترال ژیناسیوم اوزاکا |
| ظرفیت: ۱۰٬۰۰۰    | ظرفیت: ۵٬۹۳۲                        |
|                  |                                     |

## نتایج
|      |                     | بازی | بازی | امتیاز | ست  | ست   | ست    | امتیاز | امتیاز | امتیاز |
| رتبه | تیم                 | برد  | باخت | امتیاز | برد | باخت | نسبت  | برد    | باخت   | نسبت   |
| ---- | ------------------- | ---- | ---- | ------ | --- | ---- | ----- | ------ | ------ | ------ |
| ۱    | برزیل               | ۴    | ۱    | ۱۲     | ۱۴  | ۵    | ۲٫۸۰۰ | ۳۷۱    | ۳۳۹    | ۱٫۰۹۴  |
| ۲    | ایتالیا             | ۴    | ۱    | ۱۲     | ۱۴  | ۸    | ۱٫۷۵۰ | ۵۰۹    | ۵۰۶    | ۱٫۰۰۶  |
| ۳    | ایران               | ۴    | ۱    | ۹      | ۱۲  | ۱۰   | ۱٫۲۰۰ | ۵۰۱    | ۴۹۵    | ۱٫۰۱۲  |
| ۴    | ایالات متحده آمریکا | ۲    | ۳    | ۸      | ۱۱  | ۹    | ۱٫۲۲۲ | ۴۶۳    | ۴۱۶    | ۱٫۱۱۳  |
| ۵    | فرانسه              | ۱    | ۴    | ۴      | ۶   | ۱۲   | ۰٫۵۰۰ | ۴۱۰    | ۴۳۶    | ۰٫۹۴۰  |
| ۶    | ژاپن                | ۰    | ۵    | ۰      | ۲   | ۱۵   | ۰٫۱۳۳ | ۲۸۱    | ۳۴۳    | ۰٫۸۱۹  |

- تمامی ساعات به وقت تهران می‌باشد.

### مسابقات ناگویا
| تاریخ     | ساعت  |                     | امتیاز |                     | ست ۱  | ست ۲  | ست ۳  | ست ۴  | ست ۵  | مجموع   | گزارش |
| --------- | ----- | ------------------- | ------ | ------------------- | ----- | ----- | ----- | ----- | ----- | ------- | ----- |
| ۲۱ شهریور | ۸:۰۰  | فرانسه              | ۰–۳    | برزیل               | ۲۵–۲۷ | ۲۵–۲۷ | ۲۲–۲۵ |       |       | ۷۲–۷۹   |       |
| ۲۱ شهریور | ۱۱:۱۰ | ایتالیا             | ۲–۳    | ایران               | ۱۹–۲۵ | ۲۵–۲۳ | ۲۶–۲۸ | ۳۱–۲۹ | ۱۱–۱۵ | ۱۱۲–۱۲۰ |       |
| ۲۱ شهریور | ۱۴:۴۵ | ژاپن                | ۰–۳    | ایالات متحده آمریکا | ۲۱–۲۵ | ۱۸–۲۵ | ۱۳–۲۵ |       |       | ۵۲–۷۵   |       |
| ۲۲ شهریور | ۸:۱۰  | برزیل               | ۲–۳    | ایتالیا             | ۲۵–۱۵ | ۲۵–۲۷ | ۲۵–۲۷ | ۲۵–۱۸ | ۱۲–۱۵ | ۱۱۲–۱۰۲ |       |
| ۲۲ شهریور | ۱۱:۱۰ | ایالات متحده آمریکا | ۲–۳    | ایران               | ۲۵–۲۰ | ۲۵–۱۷ | ۲۵–۲۷ | ۲۱–۲۵ | ۱۲–۱۵ | ۱۰۸–۱۰۴ |       |
| ۲۲ شهریور | ۱۴:۴۵ | ژاپن                | ۰–۳    | فرانسه              | ۱۵–۲۵ | ۲۳–۲۵ | ۲۳–۲۵ |       |       | ۶۱–۷۵   |       |

### مسابقات اوساکا
| تاریخ     | ساعت  |                     | امتیاز |                     | ست ۱  | ست ۲  | ست ۳  | ست ۴  | ست ۵  | مجموع   | گزارش |
| --------- | ----- | ------------------- | ------ | ------------------- | ----- | ----- | ----- | ----- | ----- | ------- | ----- |
| ۲۴ شهریور | ۸:۱۰  | ایران               | ۰–۳    | برزیل               | ۲۲–۲۵ | ۱۹–۲۵ | ۱۵–۲۵ |       |       | ۵۶–۷۵   |       |
| ۲۴ شهریور | ۱۱:۱۰ | فرانسه              | ۰–۳    | ایالات متحده آمریکا | ۲۰–۲۵ | ۱۷–۲۵ | ۱۶–۲۵ |       |       | ۵۳–۷۵   |       |
| ۲۴ شهریور | ۱۴:۴۵ | ایتالیا             | ۳–۱    | ژاپن                | ۲۵–۲۳ | ۲۲–۲۵ | ۲۵–۲۰ | ۲۵–۲۲ |       | ۹۷–۹۰   |       |
| ۲۵ شهریور | ۸:۱۰  | ایالات متحده آمریکا | ۲–۳    | برزیل               | ۲۶–۲۸ | ۲۵–۱۵ | ۲۰–۲۵ | ۲۵–۲۲ | ۱۳–۱۵ | ۱۰۹–۱۰۵ |       |
| ۲۵ شهریور | ۱۱:۱۰ | فرانسه              | ۱–۳    | ایتالیا             | ۲۵–۲۱ | ۲۰–۲۵ | ۲۲–۲۵ | ۲۱–۲۵ |       | ۸۸–۹۶   |       |
| ۲۵ شهریور | ۱۴:۴۵ | ژاپن                | ۱–۳    | ایران               | ۲۵–۲۱ | ۱۹–۲۵ | ۲۰–۲۵ | ۱۴–۲۵ |       | ۷۸–۹۶   |       |
| ۲۶ شهریور | ۷:۱۰  | ایتالیا             | ۳–۱    | ایالات متحده آمریکا | ۲۵–۲۲ | ۲۵–۲۲ | ۲۳–۲۵ | ۲۹–۲۷ |       | ۱۰۲–۹۶  |       |
| ۲۶ شهریور | ۱۰:۱۰ | ایران               | ۳–۲    | فرانسه              | ۳۸–۳۶ | ۲۵–۲۳ | ۲۲–۲۵ | ۲۵–۲۷ | ۱۵–۱۱ | ۱۲۵–۱۲۲ |       |
| ۲۶ شهریور | ۱۳:۴۵ | برزیل               | ۳–۰    | ژاپن                | ۲۵–۱۷ | ۲۵–۱۵ | ۲۵–۲۲ |       |       | ۷۵–۵۴   |       |

## رده‌بندی پایانی
| رتبه | تیم                 |
| ---- | ------------------- |
| 1    | برزیل               |
| 2    | ایتالیا             |
| 3    | ایران               |
| ۴    | ایالات متحده آمریکا |
| ۵    | فرانسه              |
| ۶    | ژاپن                |

| جام بزرگ قهرمانان جهان ۲۰۱۷ |
| --------------------------- |
| · برزیل · ۵امین عنوان       |

| ۱۴ بازیکن تیم |
| برونو ، ایزاک، تیاگو برندل، والاس، رافائل، اوتاویو، رودریگونیو، مائوریسیو سوزا٬ داگلاس٬ لوکاس٬ تالس٬ لوکارلی٬ مائوریسیو بورجس٬ بویاتی |
| سرمربی |
| رنان دال زوتو |

## جوایز
| - ارزشمندترین بازیکن ریکاردو لوکارلی - بهترین پاسور سیمونه جیانلی - بهترین دریافت‌کننده ریکاردو لوکارلی میلاد عبادی‌پور | - بهترین مدافع وسط ماتئو پیانو لوکاس ساتکمپ - بهترین آبشار زن پشت خط مت اندرسون - بهترین بازیکن آزاد ساتوشی ایده |